# 813 (číslo)
Osm set třináct je přirozené číslo. Následuje po čísle osm set dvanáct a předchází číslu osm set čtrnáct. Římskými číslicemi se zapisuje DCCCXIII a řeckými číslicemi ωιγ.

## Matematika
813 je:
- Deficientní číslo
- Poloprvočíslo
- Nešťastné číslo

## Astronomie
- (813) Baumeia je planetka hlavního pásu, kterou objevil v roce 1915 Max Wolf

## Roky
- 813
- 813 př. n. l.